# Релігія в Кропивницькому
Релігія у Кропивницькому, обласному центрі Кіровоградської області, представлена різними конфесіями, найпоширенішими серед яких є Православ'я та протестантизм, також присутні католицькі та юдейські громади. Перша релігійна громада з'явилася із заснуванням Єлисаветинської фортеці у 1755 році — це була православна Свято-Троїцька церква, у тому ж році у поселенні поряд з фортецею була збудована Успенська церква. 
В околицях фортеці, що згодом стала містом Єлисаветград, стали селитися старообрядці, які теж мали свої громади. Для «боротьби» з ними Російська православна церква вирішила у 1880 році заснувати Єлисаветградський вікаріат при Херсонській єпархії, першим єпископом якого став Неофіт (Неводчиков). 
Вікаріат проіснував до 1931 року, коли, вже як Зинов'євський, був ліквідований під час гонінь на Церкву. 
У 1947 році був відновлений вікаріат, уже як Кіровоградський, а згодом створена єпархія з центром у місті. Кіровоградськими правлячими архієреями були єпископи Михаїл (Рубинський), Феодосій (Ковернинський), Євстратій (Подільський), Іларіон (Прохоров), Іннокентій (Леоферов), Ігнатій (Демченко), Севастіан (Пилипчук), архієпископи Боголеп (Анцух), Василій (Васильцев) та митрополит Нестор (Анісімов).

## Історія

### Православ'я
Указом імператриці Єлизавети Петрівни від 11 січня 1752 року наказувалося заснувати фортецю святої Єлисавети для захисту Нової Сербії від набігів кримських татар. Вона була заснована не тільки для захисту домівок Гусарських і Пандурських полків, які з'явилися на землях спустошеної нескінченними війнами Нової Сербії, але й як форпост Православ'я на передньому краю вікових змагань між християнськими і мусульманськими народами.
Єлисаветинська фортеця була унікальною в своєму роді. Вона являла собою утворений земляними валами шестикутник бастіонних фортів. Вся система укріплень була оточена глибокими сухими ровами. Фортеця мала троє воріт: Троїцькі, Пречистенські та Всесвятські. Цитадель фортеці складалася з 6 бастіонів — п'ятикутних виступів, які були названі на честь святих великомучениці Катерини, первоверховного апостола Петра, святителя Олексія, митрополита Київського і всієї Русі, апостола Андрія Первозванного, благовірного князя Олександра Невського, архістратига Божого Михаїла. Між променями-бастіонами розташовувалися невеликі автономні укріплення равеліни, також оточені валами та ровами і з'єднані з цитаделлю спеціальними проїздами: Федорівський; святої праведної Анни, матері Пресвятої Богородиці; святої мучениці Наталії, дружини мученика Адріана; святого пророка і Предтечі Господнього Іоанна Хрестителя; святого Миколая Чудотворця; Печерський равелін, названий у пам'ять святих отців Києво-Печерських. Крім того, напроти равеліну святих отців Печерських, на березі річки Інгул, знаходився Сергіївський шанець — земляний горнверк, названий на честь святого преподобного Сергія Радонезького.
В околицях фортеці селилися греки, молдовани, серби, росіяни-втікачі і старообрядці з Польщі та Чернігівської губернії. У такий спосіб поблизу фортеці утворилося поселення, що становило частину міста Єлисаветграда за назвою Биково. Передмістя фортеці починають поступово забудовуватись, і через тридцять років, коли із загрозою татарських набігів було покінчено, фортеця втратила своє стратегічне значення — разом з передмістями отримала права міста і стала іменуватися містом Єлисаветградом. Через 80 років Єлисаветград став повітовим центром.

Пам'ятний хрест на честь першого міського православного храму в Кропивницькому.

Уже в 1755 році в фортеці була побудована невелика дерев'яна церква на честь Живоначальної Трійці, і до 1784 року вона іменувалася соборною. У тому ж році жителі заснованого біля стін Єлисаветинської фортеці форштадта «Поділ» побудували храм на честь свята Успіння Пресвятої Богородиці. Від початку свого існування й до 1756 року Єлисаветград належав до кафедри київських митрополитів, як і вся Нова Сербія. У фортеці митрополитом Київським Тимофієм була утворена Єлисаветградська протопопія на чолі з протоієреєм Іоанном Орловським. Синодальною постановою 26 червня 1756 року Нова Сербія та парафії фортеці святої Єлисавети з прилеглими козацькими слободами були приєднані до Переяславської єпархії. У 1778 році Успенська церква була замінена трьохпрестольним храмом.

Успенський собор (1788 - 1800) незадовго до свого знищення.

У 1775—1778 роках із відкриттям і формуванням нової єпархії — Словенської і Херсонської — фортеця перейшла під духовну опіку першого архієрея єпархії — архієпископа Євгенія (Булгариса), місцеперебуванням якого спершу була Полтава. У 1788 році під час пожежі Успенський храм Єлисаветграду згорів, і в 1800 році завершилося будівництво шестипрестольного кам'яного храму (престоли на честь Успіння Божої Матері, Петра і Павла, святителя Миколая Чудотворця, великомучениці Варвари, святителя Іоанна Милостивого, патріарха Олександрійського і праведної Анни). Успенський собор став окрасою міста і за своїми розмірами не поступився жодному православному храму Херсонської єпархії. 28 листопада 1786 року Словенська єпархія була перейменована на Катеринославську, а у місті Єлисаветграді розташувалося Духовне Правління.
Архієпископ Херсонський і Одеський Платон (Городецький) отримав дозвіл Синоду на відкриття в єпархії другого вікаріатства «з метою боротьби із сектантами» (імовірно, старообрядцями). Єпископи другого вікаріатства іменувалися Єлисаветградськими. Місцеперебування їм було відведено в Одеському Успенському чоловічому монастирі на Великому фонтані. Першим єпископом Єлисаветградським в 1880 році став Неофіт (Неводчиков), кандидат богослов'я, автор численних статей у православній періодиці, який багато років працював на посаді інспектора та видавав «Одеський недільний листок».
У 1914 році на місце вікарія був переведений єпископ Прокопій (Титов), нині причислений до лику святих. У 1922 році єпископом став Антоній (Панкеєв), а у 1923 році кафедру очолив єпископ Онуфрій (Гагалюк), обоє нині прилічені до лику святих. Лише три дні єпископ Онуфрій був на чолі пастви, як несподівано його заарештували й відправили на заслання. Три роки він підтримував духовний зв'язок і листування зі своєю паствою. 
Під час Другої світової війни Успенський собор був сильно пошкоджений. Після війни храми частіше руйнували, ніж відновлювали. Тож на місці собору був побудований будинок сучасного міськвиконкому. Знесли також храм Петра і Павла, храм Вознесіння Господнього та храм на честь ікони Знамення Пресвятої Богородиці.
У 1942 році почалося тимчасове відродження Православ'я в регіоні. Окрім структур автономної православної церкви у єдності з Московським патріархатом почала активно діяти Українська автокефальна православна церква, що очолювалася архієпископом Мстиславом (Скрипником) і канонічно походила від Польської православної церкви. Тут була створена Єлисаветградська єпархія, яку спершу очолив єпископ Михаїл (Хороший), а згодом єпископ Володимир (Малець). Після повернення Радянським союзом контролю над регіоном ця структура припинила існування.
У 1944 році єпископом Кіровоградським Українського екзархату Російської православної церкви, вікарієм Херсонської єпархії став преосвященний Сергій (Ларін). У січні 1947 року в межах Кіровоградської області була утворена Кіровоградська єпархія. Єпархію в різний час очолювали: Михаїл (Рубинський), Феодосій (Ковернинський), Євстратій (Подільський), Іларіон (Прохоров), Інокентій (Леоферов), Нестор (Анісімов), Ігнатій (Демченко), Боголеп (Анцух), Севастіан (Пилипчук). Під керівництвом Преосвященного Севастіана був відреставрований Кіровоградський кафедральний собор на честь Різдва Пресвятої Богородиці та багато інших храмів єпархії. 
З 1 жовтня 1989 року до 1998 року Кіровоградську кафедру очолював архієпископ Василій (Васильцев), за якого Кіровоградська єпархія Українського екзархату стала складовою самоврядної Української православної церкви (Московського патріархату). Його наступником став єпископ Пантелеймон (Романовський).
Із 10 лютого 2011 р. Кіровоградську єпархію очолює митрополит Іоасаф (Губень).
У 1990-х у місті також почали діяти громади Української автокефальної православної церкви (зараз Православної церкви України). На початок 2019 року на чолі єпархії - преосвященнійший Марк, єпископ Кіровоградський і Головінівський.

## Сучасний стан
Станом на 2007 рік у Кропивницькому було зареєстровано 63 релігійні громади (за інформацією начальника відділу з питань внутрішньої політики міської ради Надії Грищенко). Православні мають близько 20 громад, протестанти різних деномінацій 34 громади, існує також по одній громаді Римо-католицької церкви, Греко-католицької церкви та дві юдейські громади.
Найвпливовішим у церковно-релігійному житті міста та регіону є православ'я. 
Див. також: Категорія:Православ'я на Кіровоградщині.
У Кропивницькому, як і в Україні в цілому, єдиного організаційного оформлення і представлення православна церква не має — у місті (станом на 2007 рік) співіснують громади 3 православних Церков — УПЦ МП (9 громад), ПЦУ (9 громад). 
Нині Кіровоградську кафедру в Українській православній церкві (Московського патріархату) обіймає митрополит Миколай (Почтовий), а в Українській православній церкві — архієпископ Марк (Левків).
Від 1992 року діє Кропивницька римо-католицька парафія Святого Духа, яка має власний храм — костел Святого Духа на центральній вулиці міста. Віряни УГКЦ з дозволу місцевого римо-католицього священика провадять регулярні служби в підвалі цього храму.
До різних напрямків протестантизму належать 34 релігійні організації міста. Серед них вагоме місце посідають євангельські християни-баптисти (7 громад), християни віри євангельської (6 громад), адвентисти сьомого дня (4 громади). 
Почергово проводять богослужіння у приміщенні синагоги представники юдейських релігійних громад прогресивного та ортодоксального напрямку.

## Кропивницькі єпископи

### Єпископи Єлисаветградські Московського патріархату
- Єпископ Неофіт (Неводчиков) (10 серпня 1880 — 6 серпня 1883)
- Єпископ Мнемон (Вишневський) (22 січня 1884 — 7 вересня 1891)
- Єпископ Акакій (Заклінський) (7 вересня 1891 — 30 квітня 1894)
- Єпископ Іоанн (Кратиров) (17 січня — 23 серпня 1895)
- Єпископ Тихон (Морошкін) (8 вересня 1895 — 1903)
- Єпископ Мнемон (Вишневський) (3 травня — 4 листопада 1903)
- Єпископ Феодосій (Олтаржевський) (30 листопада 1903 — 18 липня 1905)
- Єпископ Олексій (Дородніцин) (18 липня — 27 серпня 1905)
- Єпископ Хрисанф (Щетковський) (27 серпня 1905 — 1906)
- Єпископ Анатолій (Каменський) (10 грудня 1906 — 30 липня 1914)
- Єпископ Прокопій (Титов) (30 серпня 1914 — 1917)
- Єпископ Павло (Колосов) (1917)
- Єпископ Олексій (Баженов) (1918—1921)
- Єпископ Антоній (Панкеєв) (1922)
- Єпископ Онуфрій (Гагалюк) (22 січня 1923—1924)
- Архієпископ Кирил (Квашенко) (1927 — ?)

### Єпископи Зинов'євські Українського екзархату
- Порфирій (Гулевич) (1930-1931)

### Єпископи Єлисаветградські Української автокефальної православної церкви
- Єпископ Михаїл (Хороший) (12 квітня 1942 — 23 червня 1942)
- Єпископ Володимир (Малець) (23 червня 1942—1944?)

### Єпископи Кіровоградські Українського екзархату
1. Михаїл (Рубинський), єпископ Кіровоградський і Чигиринський (січень 1947 — січень 1948)[5]
2. Феодосій (Ковернинський), єпископ Кіровоградський і Миколаївський (січень 1948 — 21 жовтня 1949)
3. Євстратій (Подільський), єпископ Кіровоградський і Миколаївський (21 жовтня 1949 — 21 грудня 1951)
4. Іларіон (Прохоров), єпископ Кіровоградський і Миколаївський (21 грудня 1951 — 16 листопада 1953)
5. Іннокентій (Леоферов), єпископ Кіровоградський і Миколаївський (16 листопада 1953 — 9 грудня 1958)
6. Нестор (Анісімов), митрополит Кіровоградський і Миколаївський (9 грудня 1958 — листопад 1962)
7. Ігнатій (Демченко), єпископ Кіровоградський і Миколаївський (листопад 1962 — 25 травня 1965)
8. Боголеп (Анцух), архієпископ Кіровоградський і Миколаївський (25 травня 1965 — травень 1977)
9. Севастіан (Пилипчук), єпископ Кіровоградський і Миколаївський (25 жовтня 1977 — 1 жовтня 1989)
10. Василій (Васильцев), архієпископ Кіровоградський і Миколаївський (1 жовтня 1989—1991) — з 1991 у складі Української православної церкви

### Єпископи Кіровоградські Української православної церкви (Московського патріархату)
- Василій (Васильцев)
- Пантелеймон (Романовський)
- Іоасаф (Губень)
- Миколай (Почтовий) (з 23 листопада 2022)

### Єпископи Кіровоградські Української православної церкви Київського патріархату
- Серафим (Верзун), архієпископ Кіровоградський і Голованівський (19 листопада 2002 року - листопад 2008 року)
- Іоан (Яременко), архієпископ Черкаський і Чигиринський, тимчасово керуючий Кіровоградською єпархією
- Марк (Левків), єпископ Кіровоградський і Голованівський (з лютого 2009 року)

## Культові споруди Кропивницького
Для задоволення духовних потреб кропивничан-вірян релігійні організації станом на кінець 2007 року використовували 13 культових споруд, 5 з яких є пам'ятками архітектури (3 належать УПЦ МП, по одній — ПЦУ та юдейській громаді). Ще низку храмів продовжують або планують звести у місті.
Культові споруди та організації Кропивницького (перші 5 є історико-архітектурними пам'ятками; в дужках вказується конфесія):
У місті склалась диспропорційна ситуація з православними храмами — фактично всі історичні православні святині були передані одній з українських православних Церков (УПЦ МП), ще один храм дістався громаді ПЦУ і тривалий час перебуває в занедбаному стані, і це попри те, громада традиційно мала міцні позиції — головний православний собор міста Собор Різдва Пресвятої Богородиці у 1927—1930 роках належав УАПЦ, а також те, що ще в травні 1991 року була створена релігійна Спасо-Преображенської громада УАПЦ, яка звернулася до влади з проханням віддати їй для богослужіння споруду цього храму. Крім того, раніше мав місце прикрий випадо, коли в УПЦ Київського Патріархату була відібрана виділена під будівництво храму земельна ділянка та віддана під будівництво супермаркету «Велика кишеня».
Прикметно, що віряни УПЦ КП узагалі не мають сталого храму, й відвідують богослужіння у пристосованих для цього приміщеннях. Відтак, наявність кафедрального собору УПЦ КП в Кропивницькому є нагальною потребою, і міська влада в середині 2009 року виявила готовність виділити земельну ділянку під його зведення. На цей час громадою УПЦ КП ведеться підготовча робота щожо будівництва храму УПЦ КП на місці, де колись стояла Петропавлівська церква — на нинішній вулиці Євгена Маланюка. На жаль, цей храм не стане копією тієї давньої культової споруди, адже надана земельна ділянка за площею у двічі менша, ніж для цього потрібно, а на ділянці поряд, яку просила громада під відтворення храму, було поспіхом зведено черговий супермаркет мережі ATB..

## Світлини

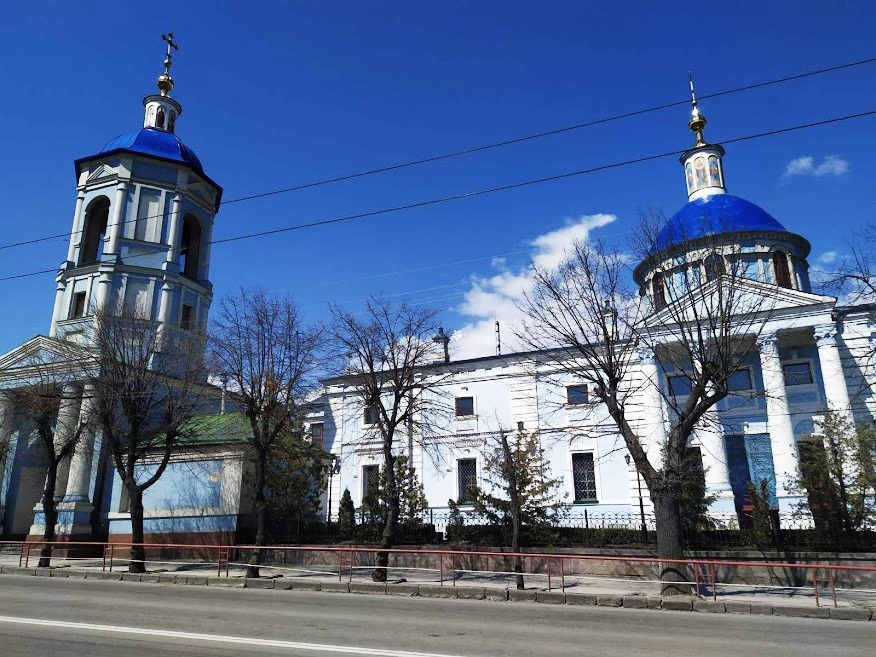
Кафедральний собор Різдва Богородиці
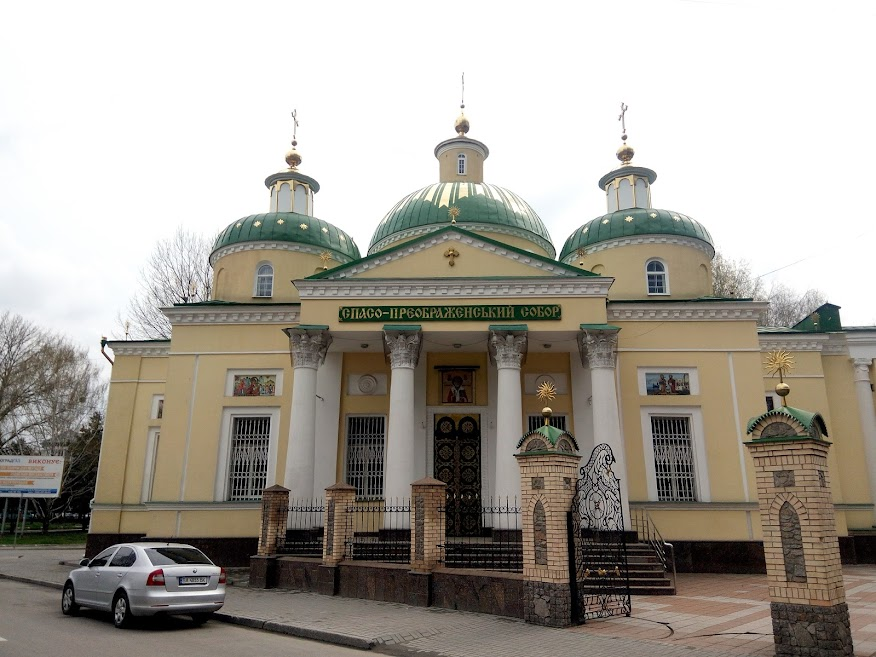
Спасо-Преображенський собор
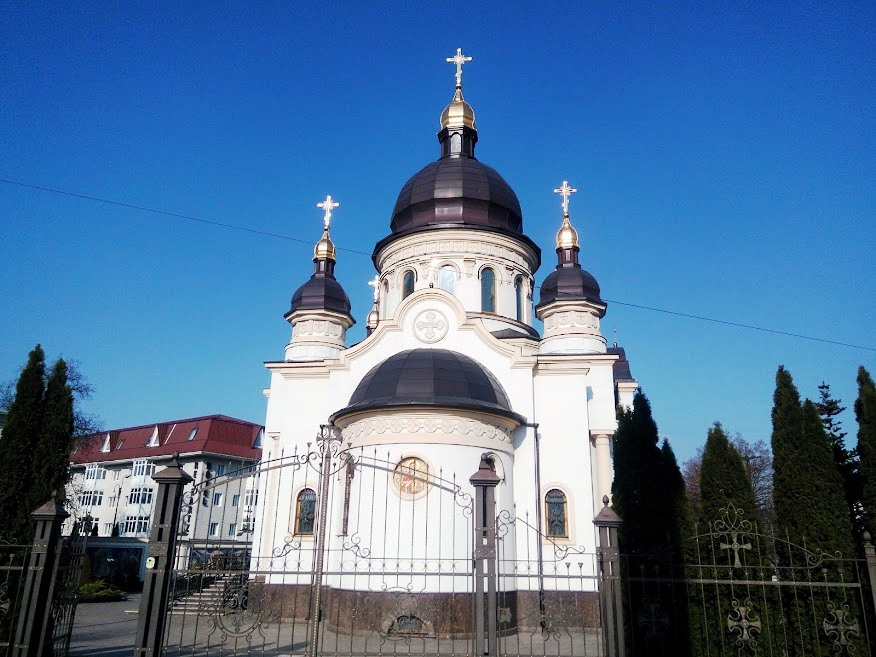
Храм Благовіщення Пресвятої Богородиці
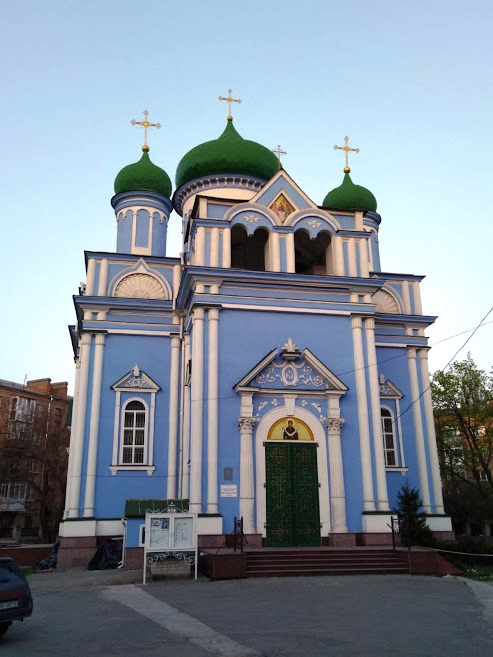
Церква Покрови Пресвятої Богородиці
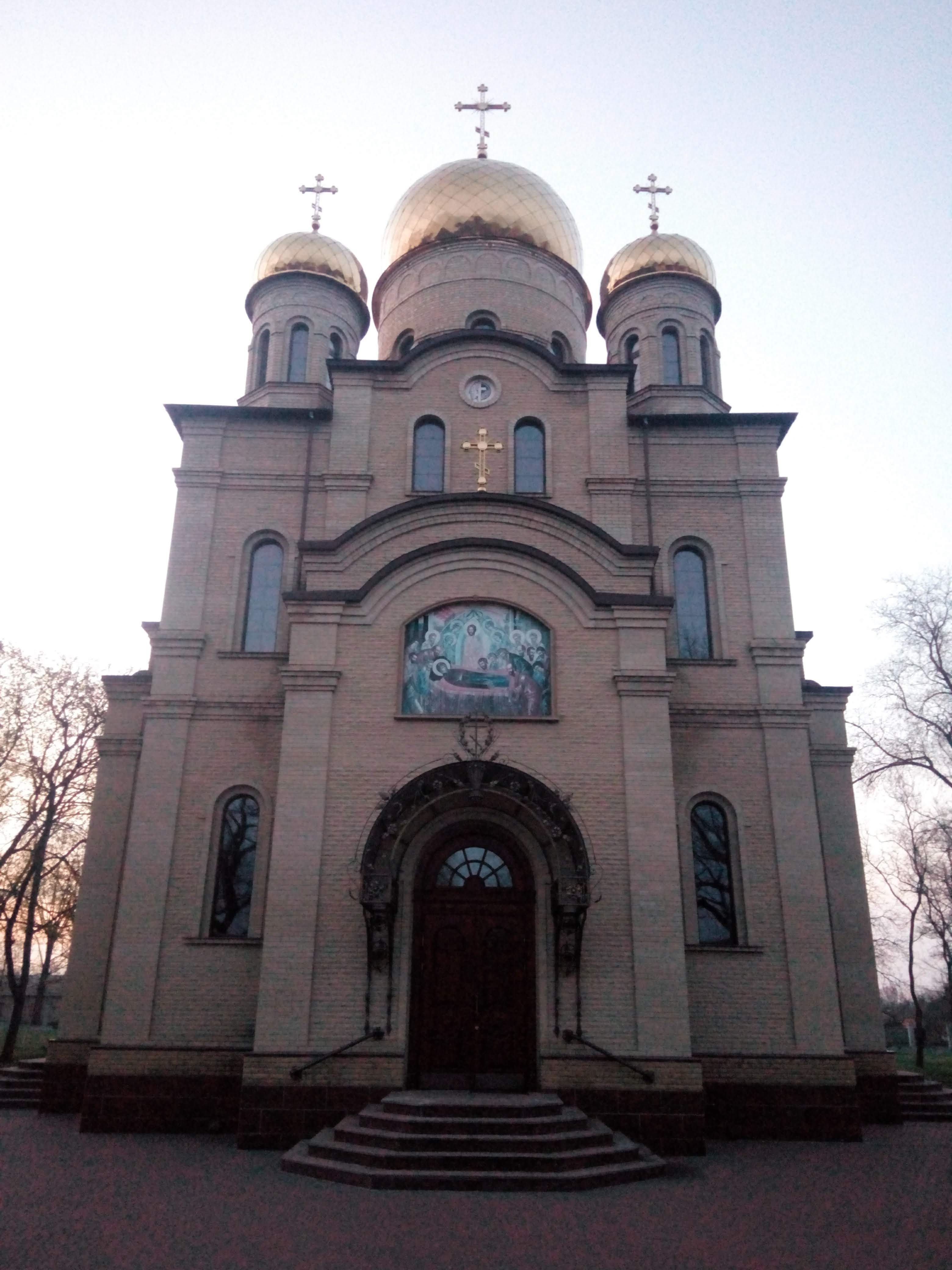
Храм Успіння Пресвятої Богородиці (парк ім. Крючкова)
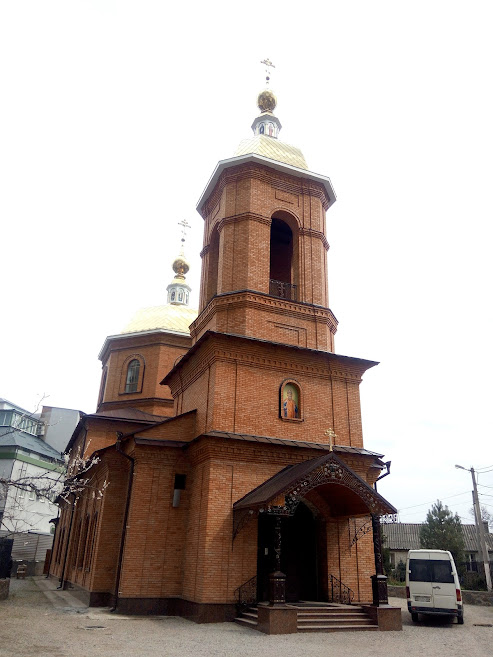
Свято-Володимирська церква
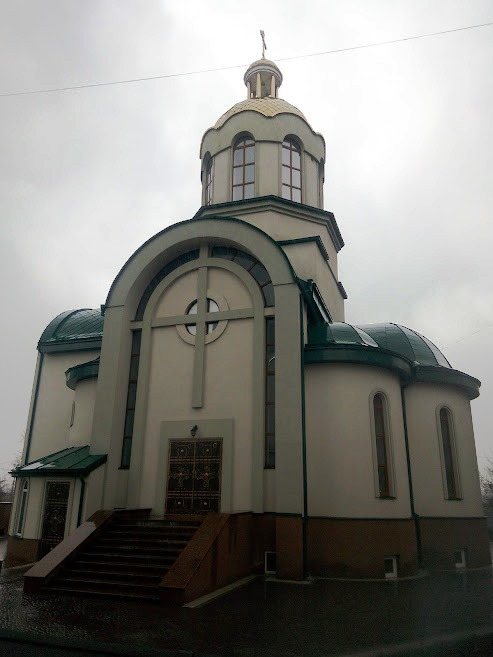
Храм Святого Іоанна Хрестителя
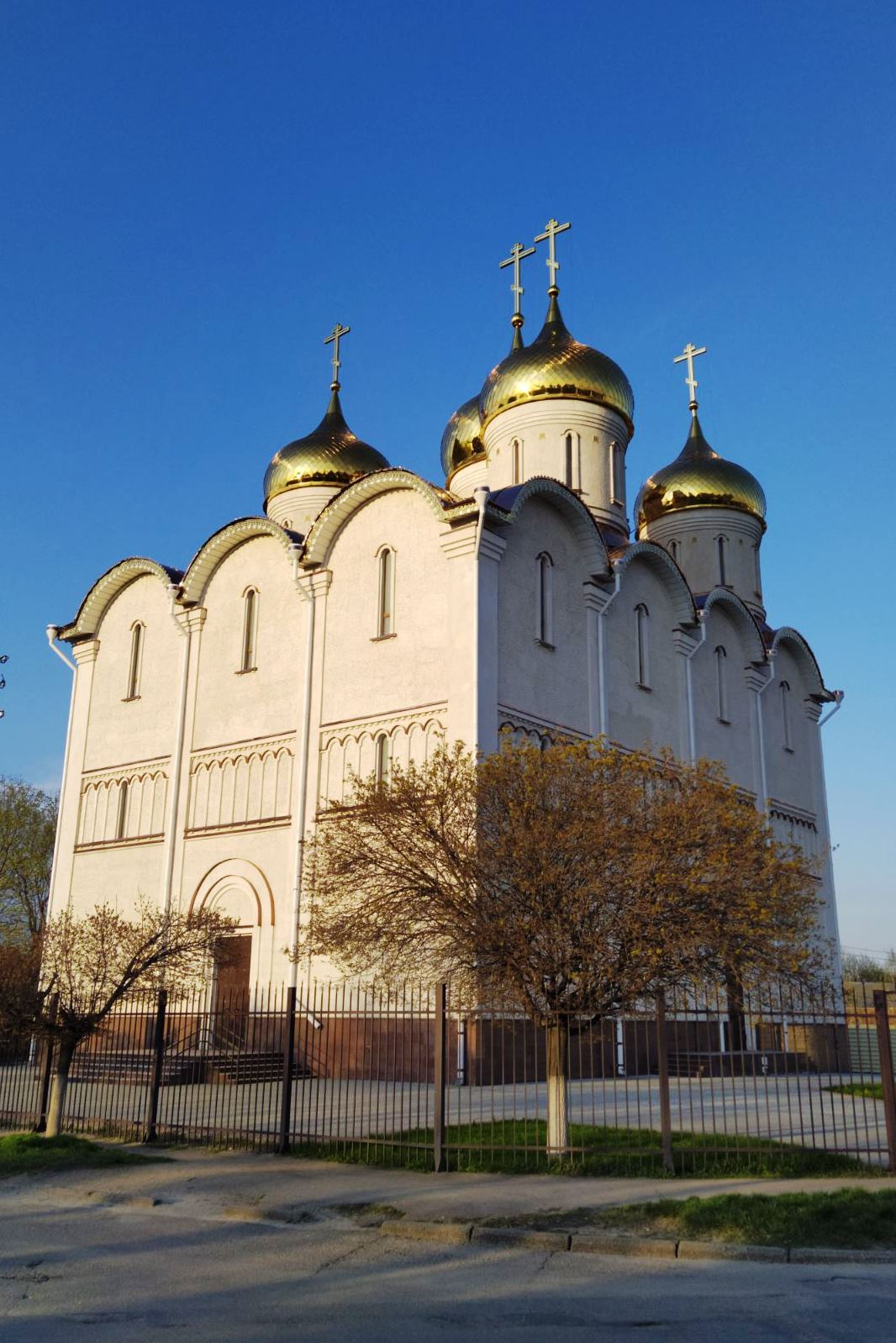
Вознесенський храм Свято-Єлисаветинського чоловічого монастиря
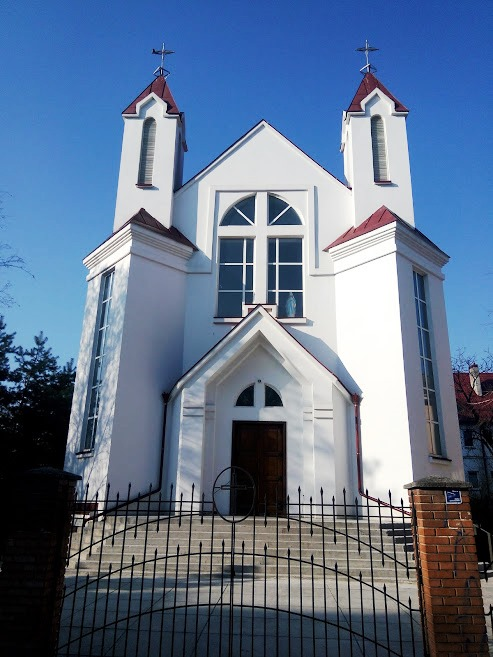
Костел Святого Духа
Церква Різдва Святого Івана Хрестителя УГКЦ
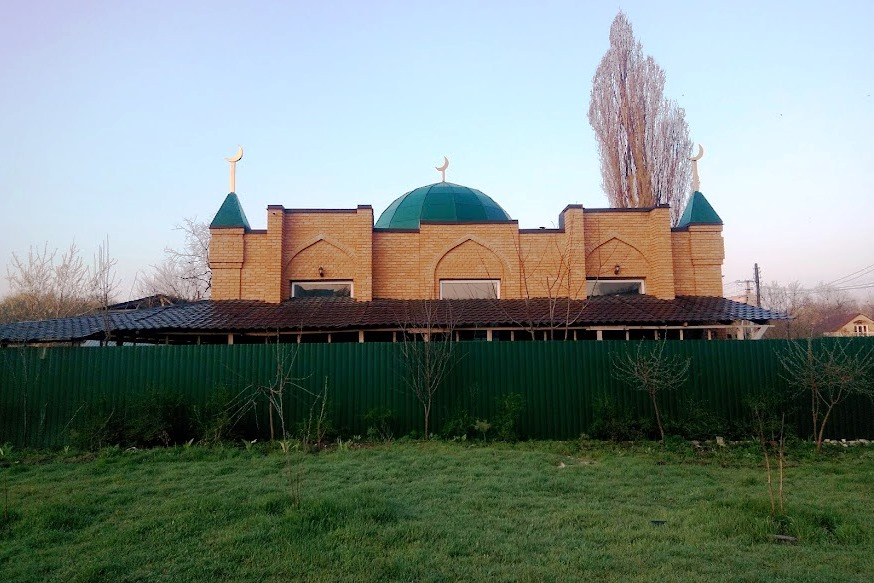
Мечеть «Ковсар»

## Виноски
1. ↑  Релігійне життя Кіровоградщини [Архівовано 7 лютого 2015 у Wayback Machine.] // «Вечірня газета» за 29 жовтня 2007 року
2. ↑  Кіровоградська римо-католицька парафія Святого Духа // Місто і люди. Єлисаветград — Кіровоград, 1754—2004. Ілюстрована енциклопедія., Кіровоград: , «Імекс-ЛТД», 2004, стор. 296-297
3. ↑  У Кіровограді на місці будівництва храму УГКЦ освячено хрест [Архівовано 15 серпня 2010 у Wayback Machine.] повідомл. за 7 липня 2008 року на Офіційний інтернет-сайт УГКЦ [Архівовано 25 березня 2010 у Wayback Machine.]
4. ↑  Координати релігійної громади прогресивного юдаїзму «Тхія» міста Кіровограда на www.discount.ua. Архів оригіналу за 6 березня 2016. Процитовано 30 березня 2010.
5. ↑  За іншими відомостями Михаїл (Мельник).
6. ↑  Релігійні установи Кіровограда на www.biz.kr.ua. Архів оригіналу за 17 травня 2011. Процитовано 30 березня 2010.
7. ↑  Орел Світлана Ми повинні подужати це випробовування. Хресна хода митрополита УАПЦ Павловського, розстріляного в 1936 році [Архівовано 9 жовтня 2008 у Wayback Machine.] // газ. «Зеркало недели» № 20 (699) за 31 травня — 6 червня 2008 року
8. ↑  Авдєєв Анатолій Осередок духовної колонізації на інтернет-часопис «Сурма» [Архівовано 14 квітня 2010 у Wayback Machine.]
9. ↑  У Кіровограді збудують кафедральний собор УПЦ Київського Патріархату [Архівовано 31 серпня 2009 у Wayback Machine.] інф. за 12 червня 2009 року на Кіровоград.roUA.com (Весь Кіровоград в одному порталі: новини, міський довідник...) [Архівовано 2 листопада 2009 у Wayback Machine.]